# Philip Dunne
Philip Dunne, född 11 februari 1908 i New York, död 2 juni 1992 i Malibu, Kalifornien, var en amerikansk manusförfattare och filmregissör. Dunne skrev manus till ett 40-tal amerikanska filmer och regisserade tio stycken. Han Oscarnominerades vid två tillfällen, för manusen till filmerna Jag minns min gröna dal och David och Batseba.
Han har tilldelats en stjärna för filminsatser på Hollywood Walk of Fame vid adressen 6725 Hollywood Blvd.

## Filmmanus (i urval)
- 1940 – Nattens vargar
- 1941 – Jag minns min gröna dal
- 1942 – Flykten till Söderhavet
- 1947 – Spöket och Mrs. Muir
- 1947 – Den charmerande mr Apley
- 1948 – Det började med Nora
- 1951 – Piratdrottningen
- 1952 – Gauchon
- 1953 – Den purpurröda manteln
- 1956 – Jag är inte spion
- 1956 – Skamlös kvinna
- 1958 – En rubin åt Kate
- 1959 – Blå jeans
- 1965 – Vånda och extas
- 1966 – Med förbundna ögon